# 김수지 (미스코리아 대전 충남)
김수지(1989년 3월 29일~)는 대한민국의 항공 승무원 출신의 프리랜서 아나운서 겸 광고 모델이다. 신장은 173cm이고, 체중은 52kg이다.

## 생애

### 주요 이력
- 2010년 미스코리아 대전-충남 미(美).
- 2012년 5월~2013년 6월 민간 항공사 항공 승무원.
- 2013년 9월~2015년 9월 케이블 CMB 서울한강방송 기자 겸 아나운서.
- 2015년 9월~2017년 12월 케이블 CMB 대전방송 기자 겸 아나운서.
- 2017년 12월 케이블 CMB 대전방송 퇴사 직후 프리 랜서 선언.
- 2018년 3월 광고 모델 활동을 시작.

### 수상 경력
- 2010년 미스코리아 대전 충남 미(美)

### 경력
- 2010년 미스코리아 대전-충남 미(美)
- 2018년 3월 이후 케이블 CMB 대전방송, 대전MBC문화방송, KBS대전총국, TJB 대전방송, 케이블 CMB 서울한강방송, 케이블 CMB 서울동서방송 등에서 리포터 활약과 아울러 CF 광고 모델 활약.

### 학력
- 광주중앙초(1996년 8월, 1학년 1학기 전퇴)→대전문정초(2002년 2월, 졸업)
- 대전삼육중(2005년 2월, 졸업)
- 설월여고(2008년 2월, 졸업)
- 광주여자대학교 스튜어디스학과(2012년 2월, 학사)

## 출연작

### CF 광고
- 2018년 《대전 제일가구 플라자》